# Veguer de Fora
El veguer de fora fou una institució judicial i administrativa de nivell intermedi al Regne de Mallorca, establerta durant el regnat de Jaume II amb la finalitat de reforçar la presència reial a les zones rurals de l'illa, conegudes com la Part Forana. Aquesta figura va ser clau per equilibrar les relacions entre el poder reial i les jurisdiccions senyorials, tot garantint una administració de justícia més pròxima a les necessitats de la població rural. El càrrec va existir al menys des de 1301 fins a 1450, amb una activitat que abastà tant l'àmbit judicial com el polític i econòmic. El càrrec de veguer es trobava per sota del governador però per sobre dels batlles reials, i era ocupat sempre per membres de l'estament militar.

## Context històric i creació
Després de la conquesta de Mallorca per Jaume I, l'illa romania dividida en la ciutat de Mallorca, amb un terme municipal associat, i una extensa zona rural o "part forana" on els únics nuclis poblacionals de rellevància eren Inca i Sineu. Tanmateix, les jurisdiccions senyorials interferien sovint en l'autoritat reial, limitant-ne l'eficàcia.
La creació del veguer de fora s’inscriu dins les reformes administratives i judicials implementades per Jaume II a la segona fase del seu regnat, amb l'objectiu de promocionar el desenvolupament de les zones rurals, assignant-li la jurisdicció penal sobre delictes greus a la Part Forana, així com la supervisió dels batlles reials. El primer document que certifica la seva activitat data de l'agost de 1301, sota el regnat de Jaume II, però el seu privilegi fundacional no té data precisa. El 1319 en temps del rei Sanç I es fixà la seu de la cúria al Palau Reial de Sineu, però a mitjans del segle xiv es traslladà a la ciutat de Mallorca.

## Àmbit territorial i organització
El territori sota la jurisdicció del veguer de fora comprenia la Part Forana de Mallorca, és a dir, totes les zones rurals fora de la ciutat de Mallorca. Aquest territori estava dividit en set "caps de partit," on el veguer havia de desplaçar-se regularment per impartir justícia. El veguer de fora depenia directament del governador de Mallorca, que representava l'autoritat reial suprema a l'illa. La seva funció complementava la del veguer de la ciutat, qui tenia atribucions similars però restringides a l'àrea urbana. En un nivell inferior, els batlles locals exercien funcions judicials més limitades i específiques.

## Funcions i atribucions

### Funcions judicials
Les seves principals competències es trobaven en l'àmbit judicial. Es tractava d'un oficial itinerant que supervisava els processos judicials a la Part Forana i resolia conflictes de jurisdicció entre els batlles reials i les autoritats senyorials. Les seves funcions incloïen:
- Jutjar delictes greus, especialment aquells amb pena corporal.
- Dirimir disputes entre jurisdiccions senyorials i reials.
- Supervisar i, si calia, substituir els batlles reials en cas d'incompliment de les seves funcions.
- Instruir sumaris i garantir el compliment dels procediments judicials establerts.

També podia dictar composicions, un mecanisme per evitar judicis prolongats a canvi del pagament d'una indemnització per part de l'acusat. Aquest sistema sovint generava conflictes, ja que s'acusava els veguers d'abusos i extorsions.

### Funcions administratives
A més de les seves funcions judicials, gestionava alguns aspectes administratius de la Part Forana, com:
- La distribució de recursos econòmics provinents de les contribucions locals.
- La supervisió de les reunions del Consell del Sindicat Forà, tot i que aquesta atribució es va perdre progressivament a mitjans del segle xiv. Teòricament havia de visitar quatre cops a l'any les viles però de facto només ho feia una vegada o dues.
- L'organització de les defenses costaneres i la gestió de recursos militars en temps de guerra.[1]

## Declivi i extinció
A partir del segle xiv, el càrrec del va experimentar un progressiu debilitament. Les seves competències es van anar transferint als batlles i al governador, mentre que la població rural va començar a veure el càrrec com una càrrega onerosa i innecessària. Les queixes per abusos i extorsions van augmentar durant el segle xv. El 1450, el càrrec va ser oficialment abolit a petició de la Universitat Forana, una institució representativa de les comunitats rurals. A partir d'aquell moment es seguí triant a sort i sac un veguer, però ni prenia jurament ni dipositava la fiança. Aquesta ficció jurídica durà fins als decrets de Nova Planta de 1715.